# Nastri d'argento 1995
Els Nastri d'argento 1995 foren la 50a edició de l'entrega dels premis Nastro d'Argento (Cinta de plata) que va tenir lloc el 1995.

## Guanyadors

### Millor director
- Gianni Amelio - Lamerica
- Carlo Mazzacurati - Il toro
- Giuseppe Tornatore - Una pura formalità
- Francesca Archibugi - Con gli occhi chiusi
- Alessandro D'Alatri - Senza pelle

### Millor director novell
- Paolo Virzì - La bella vita
- Enzo Monteleone - La vera vita di Antonio H.
- Simona Izzo - Maniaci sentimentali
- Massimo Martella - Il tuffo
- Renzo Martinelli - Sarahsarà

### Millor productor
- Mario Cecchi Gori i Vittorio Cecchi Gori - Lamerica, Il toro, Una pura formalità, Il postino
- Marco Valsania i Marco Poccioni - Senza pelle
- Maurizio Tedesco - Il giudice ragazzino
- Tommaso Dazzi - Barnabo delle montagne
- Fulvio Lucisano i Leo Pescarolo - Con gli occhi chiusi

### Millor argument
- Alessandro Benvenuti, Ugo Chiti i Nicola Zavagli - Belle al bar
- Piero Natoli - Ladri di cinema
- Giuseppe Tornatore - Una pura formalità
- Carlo Mazzacurati, Stefano Rulli, Umberto Contarello e Sandro Petraglia - Il toro

### Millor guió
- Alessandro D'Alatri - Senza pelle
- Simona Izzo i Graziano Diana - Maniaci sentimentali
- Gianni Amelio, Alessandro Sermoneta ed Andrea Porporati - Lamerica
- Andrea Purgatori i Ugo Pirro - Il giudice ragazzino
- Paolo Virzì i Francesco Bruni - La bella vita

### Millor actor protagonista
- Alessandro Haber - La vera vita di Antonio H.
- Kim Rossi Stuart - Senza pelle
- Enrico Lo Verso - Lamerica
- Massimo Ghini - Senza pelle
- Giulio Scarpati - Il giudice ragazzino

### Millor actriu protagonista
- Sabrina Ferilli - La bella vita
- Asia Argento - Perdiamoci di vista
- Anna Galiena - Senza pelle
- Sabina Guzzanti - Troppo sole
- Eva Robin's - Belle al bar

### Millor actriu no protagonista
- Virna Lisi - La reina Margot
- Alessia Fugardi - Con gli occhi chiusi
- Chiara Caselli - OcchioPinocchio
- Giuliana De Sio - La vera vita di Antonio H.
- Giovanna Ralli - Tutti gli anni una volta l'anno

### Millor actor no protagonista
- Marco Messeri - Con gli occhi chiusi
- Roberto Citran - Il toro
- Leopoldo Trieste - Il giudice ragazzino
- Renato Carpentieri - Il giudice ragazzino
- Andrea Brambilla - Belle al bar

### Millor banda sonora
- Luis Bacalov - Il postino
- Nicola Piovani - La teta i la lluna
- Ivano Fossati - Il toro
- Alfredo Lacosegliaz i Moni Ovadia - Senza pelle
- Franco Piersanti - Lamerica

### Millor fotografia
- Luca Bigazzi - Lamerica
- Franco Di Giacomo - Il postino
- Blasco Giurato - Una pura formalità
- Vincenzo Marano - Barnabo delle montagne
- Ennio Guarnieri - Storia di una capinera

### Millor vestuari
- Piero Tosi - Storia di una capinera
- Enrico Sabbatini - Genesi: La creazione e il diluvio
- Maurizio Millenotti - Dellamorte Dellamore
- Grazia Colombini - Troppo sole
- Paola Marchesin - Con gli occhi chiusi

### Millor escenografia
- Dante Ferretti - Entrevista amb el vampir (Interview with the Vampire: The Vampire Chronicles)
- Antonello Geleng - Dellamorte Dellamore
- Giantito Burchiellaro - Storia di una capinera
- Andrea Crisanti - Una pura formalità
- Davide Bassan - Con gli occhi chiusi

### Millor doblatge femení i masculí
- Emanuela Rossi - per la veu de Debra Winger a Shadowlands
- Carlo Valli - per la veu de Robin Williams a Mrs. Doubtfire (Mrs. Doubtfire)

### Director del millor curtmetratge
- Giuseppe Gandini - Mito della realtà

### Millor productor de curtmetratge
- Filmalpha de Marco Gallo

### Millor pel·lícula estrangera
- James Ivory - El que queda del dia (The Remains of the Day)
- Steven Spielberg – La llista de Schindler
- Nikita Mikhalkov – Cremat pel sol (Utomlyonnye solntsem)
- Milčo Mančevski – Abans de la pluja (Pred doždot)
- Quentin Tarantino - Pulp Fiction

### Nastro d'Argento europeu
- Alain Resnais - No Smoking
- Kenneth Branagh - Frankenstein de Mary Shelley (Mary Shelley's Frankenstein)
- Neil Jordan - Entrevista amb el vampir (Interview with the Vampire: The Vampire Chronicles)
- Jim Sheridan - En el nom del pare (In the Name of the Father)
- Louis Malle - Vanya on 42nd Street